# André Courrèges
André Courrèges (Pau, 9 de març de 1923 - Neuilly-sur-Seine, 7 de gener de 2016) fou un dissenyador de moda francès.

## Biografia
Malgrat ser enginyer d'obres públiques, va treballar amb Balenciaga durant deu anys i després creà la seva pròpia casa de costura, el 1961.
El 1965, la seva col·lecció revolucionà l'alta costura en contribuir a l'èxit de la minifaldilla, que havia estat introduïda per Mary Quant a Londres. Courrèges en reduí la llargada, jugà amb materials, formes i colors diversos, i les combinà amb botes de PVC. La seva formació acadèmica influí en la seva manera de "construir" les peces. Pretenia vestir la joventut i alliberar la dona: per això s'esforçà a eliminar totes les "traves" fins aleshores habituals en el vestit femení.
El 1972 rebé l'encàrrec de crear els uniformes oficials dels Jocs Olímpics de Múnic.